# فنسنت ماليت
فنسنت ماليت (بالفرنسية: Vincent Mallet)‏ هو لاعب اتحاد الرغبي فرنسي، ولد في 8 فبراير 1993.

## روابط خارجية
- فنسنت ماليت عل موقع إسبنسكروم (الإنجليزية)
- فنسنت ماليت على موقع ItsRugby.co.uk (الإنجليزية)